# 莊拿芬·賓素
莊拿芬·威廉·賓素 （英語：Jonathan William Panzo，2000年10月25日—）是一名英格蘭職業足球員，司職後衛，現時效力里奧艾維。

## 球會生涯

### 早年生涯
賓素出生於倫敦布羅克利，他的父母來自科特迪瓦。他在7歲時加入英超球會車路士的青訓學院。

### 摩納哥
2018年夏天，賓素轉投法甲球會摩納哥，並在該賽季為球會二隊在法國全國乙組聯賽上陣。2018年12月19日，他在對陣羅連安特的法國聯賽盃比賽中首次為球會一隊上陣，協助球隊以1–0勝出晉級。
2019年8月30日，賓素與隊友一同被外借到摩纳哥的姊妹球會布魯日舒高，為期一季。

### 迪安
2020年8月26日，法甲球會迪安宣布簽入賓素。兩天後，賓素在對陣里昂的法甲賽事中上演地標戰，他在比賽下半場後備上陣，但於比賽第64分鐘在禁區內侵犯，令射入比賽第二個十二碼，並得以完成帽子戲法。迪安最終以4–1大敗。

### 諾定咸森林
2022年1月31日，英冠球會諾定咸森林宣布簽入賓素。同年5月7日，他在對陣侯城的英冠收官戰中首次為球會上陣，球隊最終以1–1賽和對手。
2022年7月13日，賓素被外借到英冠球會高雲地利，為期一季。同月31日，他在對陣新特蘭的聯賽揭幕戰中首次為球會上陣。同年12月17日，他在對陣史雲斯的比賽中射入加盟以來首個入球，協助球隊在中場休息前以3–0領先，但高雲地利最終被對手以3–3逼和。 
2023年9月1日，英冠球會卡迪夫城宣布借入賓素至季尾。諾定咸森林在2024年1月15日提早召回賓素。他在同月30日被外借到比職球會标准列日，並在2月3日對陣RWD莫倫比克的比賽中首次為球會上陣。

## 國家隊生涯
賓素曾在2017年U17歐洲國家盃代表英格蘭U17，並隨隊晉身決賽，但英格蘭在決賽不敵西班牙。他在同年舉行的國際足協U-17世界盃中再次代表英格蘭，並在對陣西班牙的決賽中正選上陣，協助球隊以5-2反勝對手奪冠。
賓素亦曾代表英格蘭U18及U19，並曾擔任英格蘭U19的隊長。
2019年8月30日，賓素首次獲英格蘭U21徵召。同年9月6日，他在對陣土耳其的2021年欧洲U-21足球锦标赛外圍賽中首次為該梯隊上陣。

## 榮譽

### 國家隊
英格蘭U17
- 國際足協U-17世界盃：2017[22]

### 個人
- 歐洲U-17足球錦標賽最佳陣容：2017（英语：2017 UEFA European Under-17 Championship）[29]